# Jindřich Dohnal
Jindřich Dohnal (* 31. ledna 1972) je bývalý československý fotbalista, záložník. Po skončení aktivní kariéry působí jako trenér.

## Fotbalová kariéra
Hrál za FC Baník Ostrava, TŽ Třinec, FC Kaučuk Opava, FC Slovan Liberec, FC Vítkovice, 1. FC Magdeburg a FC Hlučín. Celkem v československé a české lize nastoupil v 9 utkáních.

## Ligová bilance
| Ročník                                   | Zápasy | Góly | Klub              |
| ---------------------------------------- | ------ | ---- | ----------------- |
| 1. československá fotbalová liga 1991/92 | 8      | 0    | FC Baník Ostrava  |
| 1. česká fotbalová liga 1994/95          | 1      | 0    | FC Slovan Liberec |
| CELKEM                                   | 9      | 0    |                   |